# Cherteqlū
Cherteqlū (persiska: چرتقلو) är en ort i Iran.   Den ligger i provinsen Östazarbaijan, i den nordvästra delen av landet, 400 km väster om huvudstaden Teheran. Cherteqlū ligger 1 656 meter över havet och antalet invånare är 593.
Terrängen runt Cherteqlū är platt österut, men västerut är den kuperad. Runt Cherteqlū är det ganska glesbefolkat, med 22 invånare per kvadratkilometer. Närmaste större samhälle är Bābā Kandī, 13,6 km norr om Cherteqlū. Trakten runt Cherteqlū består i huvudsak av gräsmarker.